# Anacolia menziesii
Anacolia menziesii är en bladmossart som beskrevs av Jean Édouard Gabriel Narcisse Paris 1894. Anacolia menziesii ingår i släktet Anacolia och familjen Bartramiaceae. Inga underarter finns listade i Catalogue of Life.